# 塾生情報局
塾生情報局（じゅくせいじょうほうきょく）は、慶應義塾大学生向けに情報発信するメディア。
SNSの総フォロワーは9万人を超えており、各種SNSやホームページなどで情報発信を行っている。

## 歴史
2016年9月にX（旧：Twitter）にて情報発信を開始。2017年11月にはLINE公式アカウント、Facebookページを開設し、翌月2017年12月にホームページを開設。飲食店とのコラボ企画や交流会の開催、LINEスタンプのリリースを経て、2018年8月にInstagramaアカウントを開設。コロナ禍の2020年2月にはYouTubeチャンネルを開設し、新入生のためのライブ配信等を行う。 2024年からは、LinkedIn Student Career WeekやTEDxKeioUなどのメディアパートナーとなっている。

## イベント
- Explore Keio [6][7]
- 新入生交流会[8][9][10]
- Jukusei Career [11]
- その他[12][13]

## メディア
- 出没！アド街ック天国『横浜の田園調布＆慶應の学生街【日吉】（テレビ東京、2022年9月17日）[14]
- 東京六大学　早慶戦は雨天中止　休講めぐり慶大生向け告知アカウントもドタバタ（サンスポ、2023年5月29日）[15]
- 《600号記念》慶大内メディアインタビュー① 塾生情報局[16]
- ネットも感激した奇跡　V直後に慶応の地元・日吉で虹　同時刻に白河の関でも虹　“友情の架け橋”か（スポニチ、2023年8月23日）[17]